# Peter Bieri
Peter Bieri (Bern, 1944. június 23. – Berlin, 2023. június 27.) ismertebb álnéven, Pascal Mercier svájci író és filozófus.

## Tudományos háttér
Filozófiát, angol- és indianisztikai tanulmányokat folytatott Londonban és Heidelbergben is. Doktori fokozatát 1971-ben Heidelbergben szerezte meg Dieter Henrich és Ernst Tugendhat időfilozófiai tanulmányai után, J. M. E. McTaggart munkásságára hivatkozva. Doktori fokozatának átadása után Bieri a Kaliforniai Egyetemen (Berkeley), a Harvard Egyetemen, a berlini Wissenschaftskolleg zu Berlin és a Van Leer Jeruzsálemi Intézetben folytatta tudományos pályafutását. 1983-ban a Bielefeldi Egyetemen kezdett dolgozni, majd tudományos asszisztensként dolgozott a Heidelbergi Egyetem Filozófiai Szemináriumán.
Bieri társalapítója volt a Német Kutatási Alapítvány megismerés- és agykutatási egységének. Kutatásainak fókuszában az elmefilozófia, az ismeretelmélet és az etika állt. 1990-től 1993-ig a Marburgi Egyetem filozófiatörténet-professzora volt; 1993-tól a Freie Universität Berlin-en tanított filozófiát, miközben az analitikus filozófia tanszékét is betöltötte, mentora, Ernst Tugendhat utódjaként.
2007-ben korán nyugdíjba vonult, kiábrándult az akadémiai életből, és elítélte a menedzserizmus ("Eine Diktatur der Geschäftigkeit") térnyerését és a tudományos munka iránti tisztelet hanyatlását.

## Álnév és írói munka
Bieri íróként a Pascal Mercier álnevet használta, amely a két francia filozófus, Blaise Pascal és Louis-Sébastien Mercier vezetéknevéből állt össze. Martin Halter a Frankfurter Allgemeine Zeitung című folyóiratban nagyképű modornak minősítette Bieri azon kísérletét, hogy „a berni közhelyes férfit francia filozófus csipkeruhába öltöztesse”. Peter Bieri öt regényt publikált. Az irodalom megírása számára az író lelkének hangulatokon keresztül történő megnyilatkozása volt: „A hangulat – ez a könyvben abszolút a legfontosabb, és ez mutatja meg, mint semmi más, az író lelkét.” A kritikusok „szív, bánat és sok sors” „sikerreceptjeként” azonosították, amelyet Bieri, aki „wellness irodalomra” törekedett, kevés eltéréssel alkalmazott minden egyes könyvében.

## Halála
Bieri 2023. június 27-én halt meg Berlinben, 79 évesen.

## Díjak és elismerések
- Lichtenberg Medal(wd) 2006
- Marie Luise Kaschnitz Prize(wd) 2006
- Díszdoktorátus(wd), Luzerni Egyetem(wd) 2010[13]

## Művei

### Filozófia
- Peter Bieri: Das Handwerk der Freiheit. Hanser, Munich 2001.[14] ISBN 978-3-446-20070-8
- Peter Bieri: Eine Art zu Leben. Hanser, 2013. ISBN 978-3-446-24349-1

A full list of his philosophical works may be found on Wikipedia's German pages.

### Regények
- Perlmanns Schweigen – Albrecht Knaus, München 1995. ISBN 3-442-72135-0
- Der Klavierstimmer – Albrecht Knaus, München 1998. ISBN 3-442-72654-9
- Nachtzug nach Lissabon – Hanser, München 2004. ISBN 3-446-20555-1, English ISBN 978-0-8021-4397-6[15]
- Lea – Hanser, München 2007. ISBN 978-3-446-20915-2, English ISBN 978-1-8488-7341-4
- Das Gewicht der Worte – Hanser, München 2020. ISBN 978-3-446-26569-1

### Magyarul
- Peter Bieri: A szabadság keze munkája. Önnön akaratunk fölfedezése; ford. Mesterházi Miklós; Európa, Budapest, 2006
- Pascal Mercier: Éjféli gyors Lisszabonba (Nachtzug nach Lissabon) – Ulpius-ház, Budapest, 2011 · ISBN 9789632544496 · Fordította: Zalán Péter
  - – Troubadour Books, Kistarcsa, 2024 · ISBN 9786156745026

## Fordítás
- Ez a szócikk részben vagy egészben  a   Peter Bieri című angol Wikipédia-szócikk fordításán alapul.  Az eredeti cikk szerkesztőit annak laptörténete sorolja fel. Ez a jelzés csupán a megfogalmazás eredetét és a szerzői jogokat jelzi, nem szolgál a cikkben szereplő információk forrásmegjelöléseként.